# Géza al II-lea al Ungariei
Géza al II-lea Árpád (n. 1130, Tolna, Țările Coroanei Sfântului Ștefan, Regatul Ungariei⁠(d) – d. 31 mai 1162, Székesfehérvár, Țările Coroanei Sfântului Ștefan, Regatul Ungariei⁠(d)), a fost rege al Ungariei din 1141 până la sfârșitul vieții.

## Biografie
Geza al II-lea a fost fiul cel mare al regelui Béla al II-lea al Ungariei și al soției sale, Elena de Raška, fiica ducelui Uroš I.

### Începutul domniei

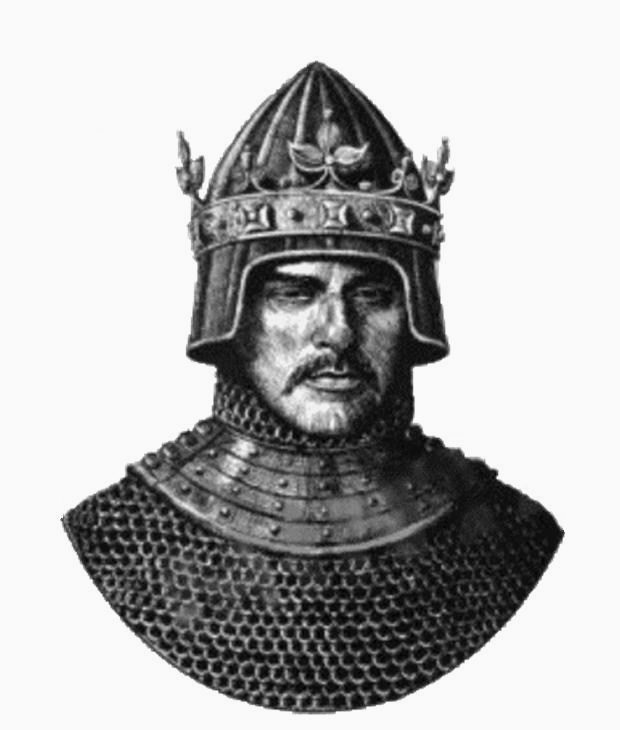
Regele maghiar Géza al II-lea

La 16 februarie 1141, la trei zile după moartea tatălui său, Géza al II-lea, încă minor, a fost încoronat. Beloš, fratele marelui jupan al Serbiei, Uroš al II-lea, și al reginei Elena, în calitatea sa de duce, conte palatin și ban, a asigurat regența. În 1144 el s-a îndreptat spre Rusia în fruntea unei armate maghiare pentru a-l susține pe Vladimirko de Galiția. În deceniul 1140 relațiile germano-maghiare s-au degradat, iar proiectul căsătoriei dintre sora sa, Sofia, și Henric de Suabia (1137 – 1150) a fost abandonat. Bunele relații cu regatul Boemiei s-au alterat și ele după moartea  lui Sobeslav I al Boemiei și accederea la tron a lui Vladislav al II-lea al Boemiei, descendent al unei familii rivale. În aceste circumstanțe, pretențiile lui Boris Conrad se manifestă din nou. El obține prin mijlocirea lui Vladislav al II-lea pe lângă Conrad al III-lea al Sfântului Imperiu Roman și Henric al II-lea al Austriei acordul pentru a ridica trupe de mercenari în 1145 pentru cucerirea tronului. În aprilie 1146 Boris-Conrad a ocupat Pozsony (azi Bratislava), dar Géza al II-lea a reușit să recupereze cetatea. Regele Ungariei s-a apropiat de Welf al VI-lea al Bavariei, adversarul lui Conrad al III-lea și duce al Austriei. El i-a propus să-l ajute să cucerească Bavaria. În septembrie 1146 într-o bătălie dintre trupele lui Henric al II-lea al Austriei și cele ale Géza al II-lea și ale lui Beloš, cavaleria ușoară a secuilor și pecenegilor au fost puși pe fugă de cavaleria grea germană, însă trupele maghiare au reușit să-l învingă pe Henric și să-l urmărească până la Fischa.
Sub Géza al II-lea, țărani și meșteșugari germanofoni (germani, saxoni, suabi, luxemburghezi și flamanzi) s-au stabilit în sudul Translvaniei, în jurul Sibiului și în Țara Oltului și în nordul Transilvaniei, în regiunile Bistriței și (Radnei), precum și în comitatul Abaúj și poate chiar până la Zips, cu scopul de a le proteja regiunea de incursiunile nomazilor cumani. Regele le-a acordat titluri ereditare în schimbul unor obligații financiare și le-a atribuit titlul de conte unora dintre ei. Coloniștii veniți din Occident, îndeosebi flamanzi și valoni, au jucat un rol esențial în urbanizarea regatului.

### Intervenții externe
În cursul deceniului care a început în 1148, Regatul Ungariei a practicat o politică de intevenții externe de mare anvergură care s-au integrat în rețeaua de alianțe informale constituite în Europa pe de o parte cele două imperii germanic și bizantin, prinții ruși Iuri Dolgoruki și Vladimirko de Galiția și pe de altă parte papa, nobilimea italo-normandă din sud, ducele Welf al II-lea de Bavaria, regele Ludovic al VII-lea al Franței și jupânul Serbiei Uros al II-lea. Prima cauză a acestor expediții pentru Ungaria este legată de uniunea (căsătoria) regelui, în 1146, cu prințesa  Eufrosina a Kievului, sora prințului Iziaslav al II-lea. Armatele maghiare au efectuat nu mai puțin de șase campanii între 1148 și 1155 pentru a-l sprijini pe Iziaslav care va fi, până la urmă, înlăturat, contra lui Iuri Dolgoruki, apoi și contra lui Vladimirko de Galiția. Géza al II-lea a intervenit personal, în toamna lui 1150 la Kiev și în 1152 contra lui Vladimirko fără succese veritabile.
În același timp, Manuel I Comnen a reprimat răscoala sârbilor și, după o bătălie dată pe malul râului Tara, a zdrobit armata lui Uroš al II-lea care a fost constrâns să depună jurământ de credință față de bizantini la sfârșitul lui 1150 și începutul anului 1151. O pace umilitoare i-a fost propusă în 1153 lui Géza al II-lea care susținea  atunci pretențiile lui Andronic, nepotul (de unchi) al împăratului. Părțile au sfârșit prin a se înțelege în primăvara anului 1155 când, sub amenințarea  unei intervenții a Bizanțului, Géza al II-lea a acceptat un tratat prin care niciuna dintre părți nu obținea extensii teritoriale.

### Tulburări interne
Doi frați mai mici ai lui Géza, Ladislau și Ștefan, frustrați că nu dispuneau de domenii suverane, au format o partidă a nobillor care a încercat să-l detroneze și chiar să-l asasineze pe Géza, cu sprijinul tacit al Beloš care a fost izgonit. Complotiștii au cerut ajutorul lui Frederic I Barbarossa pe care Géza al II-lea a reușit să-l împiedice în timpul dietei de la Regensburg în 1158 oferindu-i un contingent de 500 de musulmani pentru campaniile sale militare în Italia și recunoscându-l pe Victor al IV-lea (antipapă sprijinit de împăratul Barbarossa). Deși Géza al II-lea a abandonat partida împăratului, Frederic I Barbarossa nu i-a mai sprijinit pe Ladislau și pe Ștefan care s-au refugiat în Bizanț.

### Sfârșitul domniei
Géza al II-lea a obținut în 1161 reînnoirea păcii semnate cu Bizanțul unde se refugiaseră cei doi frați ai săi, Ladislau și Ștefan, și l-a înfeudat pe fiul său mai mic, Béla, cu un ducat constituit din Dalmația și din Croația.
După moartea lui Géza al II-lea survenită la 31 mai 1162, fratele său, Ștefan al IV-lea, i-a succedat la tron cu susținerea arhiepiscopului Lucas de Esztergom.

### Căsătorie și urmași
În 1146 Géza s-a căsătorit cu Eufrosina a Kievului (n. c. 1130 – d.c. 1193), aparținând dinastiei Rurik, fiica lui Mstislav I, Marele Prinț al Kievului, și a celei de-a doua soții a acestuia, Liubava Dmitrievna. Cuplul a avut opt copii:
- Ștefan al III-lea (1147– 4 martie 1172), rege al Ungariei ;
- Béla al III-lea (1148– 23 aprilie 1196), rege al Ungariei ;
- Elisabeta (Erzsebet; c. 1149 – după 1189), soția ducelui Frederic al Boemiei ;
- Géza (c. 1150 – c. 1210) ;
- Arpad, mort în copilărie;
- Odola (1156 – 1199), soția lui Sviatopluk (d. 1169), fiul lui Vladislav al II-lea al Boemiei ;
- Elena (Ilona; n. 1158 – d. 25 mai 1199), soția ducelui Leopold al V-lea al Austriei;
- Margareta (Margit; n. 1162), fiică postumă; căsătorită în 1177 cu Isaac Ducas Makrodukas (executat în 1185) fiul lui Constantin Ducas Makrodukas (pansebastos, apoi panhypersebastos) și după 1186 cu András, șpan de Somogy.